# Amanda Knox
Amanda Marie Knox (Seattle, 9 juli 1987) is een Amerikaanse vrouw die bijna vier jaar in een Italiaanse gevangenis zat na haar onterechte veroordeling voor de moord op haar huisgenoot Meredith Kercher, een mede-uitwisselingsstudent. Knox, die toen 20 was, had bij haar toenmalige vriend geslapen en sloeg alarm toen ze naar huis was teruggekeerd en onder meer bloed in haar huis aantrof. Ze werd aangemerkt als verdachte en tijdens een van de verhoren wekte ze volgens de politie de indruk bij de moord betrokken te zijn geweest. Knox, haar vriend en haar baas werden aanvankelijk van de moord verdacht, maar nadat er in Kerchers slaapkamer bloederige vingerafdrukken van een bij de politie bekende inbreker (Rudy Guede) waren gevonden, werd hij in plaats van Knox' baas in staat van beschuldiging gesteld.
Knox kwam veelvuldig negatief in het nieuws in de aanloop naar de rechtszaak. Sommigen vonden dat het erop leek dat het OM karaktermoord probeerde te plegen om Knox makkelijker te kunnen veroordelen. Na de eerste rechtszaak werden Knox en haar vriend schuldig bevonden, wat leidde tot internationale controverse. Amerikaanse forensische experts waren van mening dat het bewijs strijdig was met de betrokkenheid van Knox en haar vriend. In 2011 ging Knox in beroep en hierop volgde een lang en ingewikkeld proces. Ze werd hierbij vrijgesproken van laster, nadat ze had verklaard te zijn geslagen door een politieagente tijdens haar verhoor, maar werd opnieuw veroordeeld voor de moord. In 2015 kwam de zaak tot een einde toen het Italiaanse Hooggerechtshof Knox en haar vriend definitief vrijsprak.

## Jonge jaren
Amanda Knox groeide op in West-Seattle, Washington in de Verenigde Staten, met drie jongere zussen. Haar moeder, Edda Mellas, wiskundelerares, en haar vader, Curt Knox, financieel vice-directeur bij een lokale vestiging van Macy's, scheidden toen Amanda een paar jaar oud was. Haar stiefvader, Chris Mellas, is een informatietechnisch adviseur.
Knox reisde voor het eerst naar Italië toen ze 15 jaar was en bezocht Rome, Pisa, de Amalfikust en de opgravingen in Pompeï tijdens een familievakantie. Ze raakte verder geïnteresseerd in het land door het boek Onder de Toscaanse zon, dat ze van haar moeder had gekregen.
Knox slaagde in 2005 voor haar eindexamens en studeerde taalkunde aan de Universiteit van Washington, waar ze hoge cijfers haalde en parttime werkte om een jaar op uitwisseling te gaan naar Italië. Familieleden omschreven de 20-jarige Knox als extravert, maar onbehoedzaam. Haar stiefvader had zijn bedenkingen over haar plan om in Italië te gaan studeren, omdat hij haar daar te naïef voor vond.

## Italië

### Achtergrond Perugia
Perugia is een studentenstad in Italië, waar Knox op uitwisseling ging en waar Kercher vermoord werd. Hoewel er al 20 jaar geen moord meer was gepleegd, zijn de openbaar aanklagers uit de stad betrokken geweest bij de meest controversiële moordzaken van het land. Zo werd in 2002, op initiatief van aanklagers uit Perugia, de voormalig premier Giulio Andreotti veroordeeld voor de huurmoord op een journalist. Dit leidde tot veel kritiek. Het Hooggerechtshof sprak hem het jaar daarna definitief vrij.
Ook in 2002 beschuldigde aanklager Giuliano Mignini, die zichzelf als een soort detective zag en later de zaak tegen Knox overzag, verschillende leden van een beroemde loge van een zogenaamde samenspanning. Mignini zou zijn zaak hebben gebaseerd op een theorie over seriemoorden en satanische rituelen. Mignini onderzocht zijn mede-aanklagers voor betrokkenheid in de veronderstelde samenzwering en vocht tegen afwijzingen van de aanklachten. De zaak kwam in 2010 tot een eind, zonder veroordelingen. Mignini gebruikte een Amerikaanse aanklagersstijl, waar het Italiaanse rechtssysteem niet goed tegen was opgewassen, volgens rechtsgeleerden.

### Via della Pergola 7
In Perugia deelde Knox een appartement met vier slaapkamers in een huis op Via della Pergola 7. Haar huisgenoten waren Kercher (een andere uitwisselingsstudente) en twee Italiaanse vrouwen achter in de twintig. Kercher en Knox betrokken hun kamers op respectievelijk 10 en 20 september 2007 en ontmoetten elkaar daar voor het eerst. Knox werkte parttime in een café, Le Chic, onder leiding van een Congolese eigenaar, Diya Patrick Lumumba. Ze had tegen haar huisgenoten gezegd dat ze ontslag wilde nemen omdat hij haar niet betaalde; Lumumba ontkende dit. Kerchers Britse vriendinnen zagen Knox nauwelijks, aangezien Knox zich liever onder de Italianen begaf.
Het souterrain van het huis werd gehuurd door jonge Italiaanse mannen waarmee zowel Kercher als Knox een goede verstandhouding hadden. Een van hen, Giacomo, kwam regelmatig bij de vrouwen over de vloer om samen muziek te maken. Toen ze half oktober een keer om 2:00 's nachts thuiskwamen, leerden Knox, Kercher en Giacomo een kennis van de Italianen kennen: Rudy Guede. Guede voegde zich bij de groep en vroeg naar Knox. Hij werd uitgenodigd in het souterrain; Knox, en later Kercher, sloten aan. Om 4:30 's ochtends ging Kercher naar bed en Knox volgde haar. Guede bracht de rest van de nacht door in het souterrain. Knox verklaarde zich een andere avond te herinneren dat Guede over de vloer kwam. Hij was nooit uitgenodigd in het huis van de vrouwen.
Drie weken voor haar dood, ging Kercher met Knox naar het EuroChocolate-festival. Op 20 oktober begon Kercher een relatie met Giacomo, na een avond stappen met hem, Knox en een paar anderen. Guede bracht later die dag een bezoek aan het appartement in het souterrain. Op 25 oktober gingen Kercher en Knox naar een concert, waar Knox de 23-jarige student Raffaele Sollecito leerde kennen. Daarna spendeerde ze veel tijd in zijn flat, op vijf minuten lopen van Via della Pergola 7.

### Vondst van het lichaam
1 november was een feestdag en de Italianen waren die dag niet thuis. Kercher was alleen thuis toen ze die avond om 21:00 thuiskwam. Kort na 12:00 op 2 november, belde Knox naar de Engelse telefoon van Kercher, die ze altijd bij zich had. Haar oproep werd niet beantwoord. Knox belde daarna naar Romanelli, een van haar andere huisgenoten. Ze zei in een mix van Engels en Italiaans dat ze zich zorgen maakte dat er iets met Kercher was gebeurd, omdat ze had gezien dat de deur van hun appartement open stond. Daarnaast had ze bloedvlekken en een bloederige voetafdruk gezien en kwam ze erachter dat de kamerdeur van Kercher op slot was. Knox en Sollecito gingen daarna samen naar het appartement op Via della Pergola 7 en probeerden de deur van Kercher open te breken toen zij niet antwoordde. Om 12:47 belde Knox haar moeder, die haar zei de politie in te schakelen.
Sollecito belde de Carabinieri om 12:51. Hij vertelde hen dat er was ingebroken, maar dat er niets was meegenomen en zei dat de deur van Kercher op slot zat en dat zij niet reageerde en dat er bloedvlekken gevonden waren. Romanelli eiste dat de politieagenten de deur zouden forceren, maar zij waren van mening dat het geval niet dringend genoeg was om de deur te beschadigen. Een sterke vriend van Romanelli trapte daarop de deur in. Kerchers lichaam werd op de vloer van haar slaapkamer aangetroffen. Ze was neergestoken en doodgebloed vanwege de verwondingen in haar nek.

### Onderzoek
De eerste rechercheurs ter plaatse waren Monica Napoleoni en haar meerdere Marco Chiacchiera. Napoleoni deed de eerste ondervragingen en vroeg Knox waarom ze niet meteen alarm had geslagen. Dit werd later gezien als onderdeel van het vreemde gedrag dat Knox na de moord vertoonde. Knox omschreef Napoleoni als vijandig vanaf het eerste moment. Chiacchiera wees de sporen van inbraak van de hand en stelde vast dat ze in scène waren gezet door de moordenaar. In de eerste verhoren werd de politie niet verteld over de relatie van Kercher en Giacomo. Op 4 december, dezelfde dag dat Chiacchiera stelde dat iemand die Kercher kende was binnengelaten in het appartement en mogelijk verantwoordelijk was voor haar dood, verliet Guede Perugia.

### Verhoren, arrestatie en aanklacht
In de dagen volgend op de vondst van het lichaam werd Knox meerdere malen verhoord, waarbij het leek alsof ze als getuige werd gezien. Ze verklaarde aan de politie dat ze op 1 november een sms'je had gekregen van haar baas, Patrick Lumumba, waarin stond dat ze die avond niet meer hoefde te werken. Ze verbleef in het appartement van haar vriend, Sollecito, en keerde pas terug naar haar eigen appartement op de ochtend dat het lichaam werd gevonden. Ze kreeg geen advocaat toegewezen, aangezien dat volgens het Italiaans recht alleen noodzakelijk is wanneer iemand verdacht wordt van een misdrijf. De verhoren werden niet door de politie vastgelegd. Op de avond van 5 november ging Knox vrijwillig naar het politiebureau, al staat niet vast wat er daar die avond precies gebeurd is.
Tijdens haar rechtszaak, getuigde Knox dat ze urenlang haar originele verhaal had volgehouden, namelijk dat ze de hele avond bij Sollecito was geweest en niets afwist van de moord. Ze zei dat een groep politiemensen haar niet wilde geloven. Knox zei: "Ik werd niet alleen onder druk gezet; ik werd gemanipuleerd"; ze verklaarde dat de tolk haar vertelde dat: "ik het me waarschijnlijk niet meer goed herinnerde omdat ik getraumatiseerd was. Dus ik moest me iets anders proberen te herinneren." Knox verklaarde dat "ze zeiden dat ze wisten dat ik iemand probeerde te beschermen. Ze zeiden 'Wie is het? Wie is het?' Ze zeiden: 'Hier is het bericht op je telefoon, dat je met hem wilde afspreken, je bent een stomme leugenaar." Knox zei ook dat een politievrouw "zei 'Kom op, kom op, herinner het je' en toen – klap – sloeg ze me. Daarnaa 'kom op, kom op' en – klap – nog een keer".
Knox zei dat ze om een advocaat had gevraagd maar dat haar was gezegd dat dat het alleen maar erger voor haar zou maken en dat ze 30 jaar de gevangenis in zou gaan; ze zei dat ze ook geen toegang had tot eten, water, of de wc. Ficarra en politievrouw Lorena Zugarini getuigden dat Knox tijdens de ondervragingen wel eten, water en warme dranken had gekregen en dat ze naar de wc mocht. Daarnaast zeiden ze dat ze Knox hadden gevraagd of ze een advocaat had, maar dat ze die niet had, dat ze niet geslagen was, en dat ze "streng, maar beleefd" was ondervraagd. Onder druk legde Knox een valse verklaring af waarin ze zei dat ze in het huis was geweest toen Kercher vermoord werd en dat ze dacht dat Lumumba (van wie Knox wist dat hij aan het werk was in zijn café) de dader was. Knox, Sollecito en Lumumba werden daarop gearresteerd en aangeklaagd voor de moord. Knox' eerste afspraak met haar advocaten was op 11 november. Chiacchiera, die van mening was dat de arrestaties te vroeg waren gekomen, verliet het onderzoeksteam, waardoor Napoleoni voor de eerste keer in haar carrière hoofdverantwoordelijk was op een moordzaak.
Klanten van Lumumba gaven hem een volledig alibi. Nadat er bloederige vingerafdrukken van Rudy Guede werden gevonden op het beddengoed onder het lichaam van Kercher, werd Guede vanuit Duitsland overgebracht. Hierna werden Guede, Knox en Sollecito ervan beschuldigd samen de moord te hebben gepleegd. Op 30 november keurden drie rechters de aanklacht goed en werden Knox en Sollecito vastgezet in afwachting van het proces. In een gesprek met Mignini gaf Knox aan dat ze door haar ondervragers gehersenspoeld was, waardoor ze Lumumba had beschuldigd en zichzelf erbij had betrokken.
Knox kreeg enorm veel aandacht in de media, vooral gebaseerd op lekken vanuit de aanklagers. Er werd een bestseller geschreven waarin de auteur zich incidenten inbeeldde die leken te zijn voorgekomen in het persoonlijke leven van Knox.

### Italiaans juridisch proces
In 1989 werd het inquisitoir proces in Italië aangepast en werden er elementen van een accusatoir proces geïntroduceerd. Deze veranderingen werden doorgevoerd om ervoor te zorgen dat het onderzoekende karakter van de onderzoeksfase niet werd doorgezet in het juridische proces, maar leidde ertoe dat de aanklagers de autoriteit kregen over het vooronderzoek.
Tenzij de beklaagde kiest voor een snelle procedure, worden moordzaken gehoord door een speciaal soort rechtbank, de Corte d'Assise. Deze rechtbank verwerpt minder snel mogelijk onpartijdig bewijs dan in Nederland. Twee professionele proefrechters, die ook stemmen over het vonnis, moeten mogelijke vooringenomenheid van de zes juryleden tijdens hun beraadslagingen corrigeren. Vrijspraak kan door de oppositie worden aangevochten en foutief gebruik van juridische principes in het uitgebreide verslag van de rechters kan een reden zijn voor verwerping van het vonnis.
Een beklaagde die bewijs aanlevert hoeft geen eed af te leggen, omdat hij/zij niet wordt gezien als getuige. De gevestigde uitspraak van een andere rechtbank kan zonder medewerking worden gebruikt om indirect bewijs te onderbouwen. In het geval van Knox, werd het officiële verslag van de veroordeling van Guede geïntroduceerd als bewijs dat hij handlangers had. Als het Hooggerechtshof een hoger beroep toestaat tegen een schuldig vonnis, wordt de zaak vaak teruggestuurd om opnieuw gehoord te worden. Het kan de zaak van de openbaar aanklager ook verwerpen, maar dat gebeurt zelden.

### Rechtszaak van Guede
In een eerste Skype-gesprek toen hij voortvluchtig was vanwege de moord op Kercher, noemde Guede niet dat Knox of Sollecito in het huis waren ten tijde van de moord. Later wijzigde hij zijn verklaring en impliceerde hij indirect dat de twee betrokken waren bij de moord, waar hijzelf niet betrokken bij zei te zijn geweest. Hij koos voor een snel proces door rechter Micheli. Guede werd niet aangeklaagd voor het hebben van een mes. Hij legde geen getuigenis af en werd niet ondervraagd over zijn uitspraken. Hij werd veroordeeld voor moord en in het officiële verslag stond dat hij niet alleen had gehandeld en dat hij geen enkele van Kerchers bezittingen had gestolen. Micheli’s uitspraak dat Guede een handlanger moest hebben gehad, bood ondersteuning voor de aanklacht tegen Knox.
De rechters beredeneerden dat Guede geen inbraak in scène zou hebben gezet, omdat de politie mogelijk in zijn richting had geleid vanwege zijn eerdere inbraken (hoewel hij ten tijde van de moord bij de politie alleen bekend was vanwege het betreden van onbevoegd terrein in Florence). Het leek de rechters ook niet waarschijnlijk dat hij zou zijn binnengekomen door aan te kloppen, omdat ze niet geloofden dat Kercher hem zou hebben binnengelaten (hoewel ze hem wel kende als kennis van haar vriend Giacomo). In zijn verklaringen voorafgaand aan de rechtszaak, zei Guede dat Kercher hem had binnengelaten. Een commentator vond dat er te weinig aandacht was gegeven aan de mogelijkheid dat Guede onder valse voorwendselen bij het huis had aangebeld terwijl Kercher alleen was en haar had vermoord nadat zij de deur had opengedaan.

### Eerste rechtszaak van Knox en Sollecito
In 2009 pleitten Knox en Sollecito niet schuldig te zijn aan de aanklachten van moord, aanranding, het hebben van een mes, het in scène zetten van een inbraak, de diefstal van 300 euro, twee creditcards en twee telefoons. Er was geen aanklacht voor de verdwenen sleutels van Kercher, hoewel in het verslag van de rechtszaak van Guede was vastgelegd dat hij niets had gestolen. Knox werd beschuldigd voor het vals beschuldigen van Lumumba. Ze werd aangeklaagd voor calunnia (laster), wat in het Italiaans recht wil zeggen dat iemand een persoon van een misdaad beschuldigt, waarvan hij/zij weet dat diegene die misdaad niet heeft gepleegd.

#### Zaak van de aanklagers
Volgens het openbaar ministerie was de eerste oproep van Knox op 2 november, naar Kerchers Engelse telefoon, om zeker te stellen dat de telefoons gevonden waren. Sollecito zou hebben geprobeerd in de slaapkamer in te breken nadat hij en Knox de deur achter zich op slot hadden gedaan, omdat ze zich realiseerden dat ze iets hadden achtergelaten dat hen in verband kon brengen met de moord. Knox’ telefoontje naar haar moeder in Seattle, een kwartier vóór de vondst van het lichaam, werd door de aanklagers geïnterpreteerd als een teken van betrokkenheid, omdat Knox zich gedroeg alsof er iets ernstigs was gebeurd, waar een onschuldig persoon zich daar op dat moment nog niet druk over zou maken.
Een getuige voor het OM, de dakloze Antonio Curatolo, zei dat Knox en Sollecito op een nabijgelegen plein waren op de avond van de moord. Het OM droeg één forensisch bewijsstuk aan waarmee Sollecito aan de slaapkamer van Kercher kon worden verbonden: fragmenten van zijn dna op de beha-sluiting van Kercher. Giulia Bongiorno, de advocaat van Sollecito, stelde vragen over hoe het dna van Sollecito op de kleine metalen sluiting van de beha kon komen, maar niet op de stof waar de sluiting vanaf was getrokken. "Hoe kan je het haakje aanraken zonder de band aan te raken?", vroeg Bongiorno. De band bevatte meerdere dna-sporen van Guede. Volgens de reconstructie van het OM, had Knox Kercher aangevallen in haar slaapkamer, haar hoofd meerdere keren tegen een muur gestoten, haar gezicht hardhandig had vastgehouden en had geprobeerd haar te wurgen. Guede, Knox en Sollecito hadden Kerchers broek uitgetrokken en haar op handen en knieën vastgehouden terwijl Guede haar seksueel misbruikte. Knox had Kercher met een mes gesneden voordat ze de fatale steekwond toediende. Daarna hadden ze een inbraak in scène gezet. De rechter ondervroeg Knox gericht over een aantal details, voornamelijk over de telefoontjes naar haar moeder en Romanelli.

#### Zaak van verdediging
De verdediging suggereerde dat Guede daadwerkelijk had ingebroken en toonde hierbij aan dat er geen schoenafdrukken, kledingvezels, haren, vingerafdrukken, huidcellen of dna van Knox waren gevonden op het lichaam, de kleren, of de handtas van Kercher, of waar dan ook in Kerchers slaapkamer. Het OM bracht hier tegenin dat alle sporen die Knox zouden impliceren waren uitgewist door Sollecito en Knox zelf. Knox' advocaten zeiden dat het onmogelijk zou zijn geweest om specifiek haar sporen uit te wissen en benadrukten dat de schoen- en vingerafdrukken en dna van Guede wel waren gevonden in de slaapkamer van Guede.
Het dna van Guede zat op de band van Kerchers beha, die afgetrokken was en zijn dna werd ook gevonden in een uitstrijkje van haar vagina. Een bloederige handafdruk van Guede werd ook gevonden op een kussen dat onder Kerchers heupen was geplaatst. Het dna van Guede, gemengd met dat van Kercher, werd op de linkermouw van haar bebloede trui en in bloedvlekken in haar schoudertas gevonden. Uit de tas waren 300 euro en creditcards gestolen. De advocaten van beide beklaagden vroegen de rechters om onafhankelijk onderzoek van het bewijs, waaronder het dna en moordwapen; dit verzoek werd afgewezen. In de slotbepalingen omschreef de advocaat van Sollecito Knox als "een zwak en kwetsbaar meisje" dat "door de politie is beetgenomen." De advocaten van Knox wezen op sms'jes tussen Knox en Kercher, waaruit bleek dat ze vriendinnen waren.

#### Vonnis en controverse
Op 5 december 2009 werd Knox, toen 22, veroordeeld voor de volgende aanklachten: het in scène zetten van een inbraak, laster (vanwege het vals beschuldigen van Lumumba), seksueel geweld en moord. Ze werd veroordeeld tot 26 jaar gevangenisstraf. Sollecito werd veroordeeld tot 25 jaar gevangenisstraf. In Italië was de algemene mening over Knox niet positief. Een jurist merkte op dat: "Dit is de simpelste en eerlijkste rechtszaak die je maar kan bedenken wat betreft bewijs."
Met name in de Verenigde Staten werd het vonnis gezien als een justitiële dwaling. Amerikaanse advocaten maakten zich vooral zorgen over de grote hoeveelheid publiciteit voorafgaand aan de rechtszaak. Voor Amerikaanse standaarden waren de advocaten van Knox erg passief in reactie op de karaktermoord die werd gepleegd door het OM. Hoewel Knox waarschijnlijk wel een verdachte zou zijn geweest als de zaak in Amerika had plaatsgevonden, schreef journaliste Nina Burleigh, die een boek schreef over de zaak, dat de veroordeling niet was gebaseerd op solide bewijs.

## Vrijspraak en vrijlating

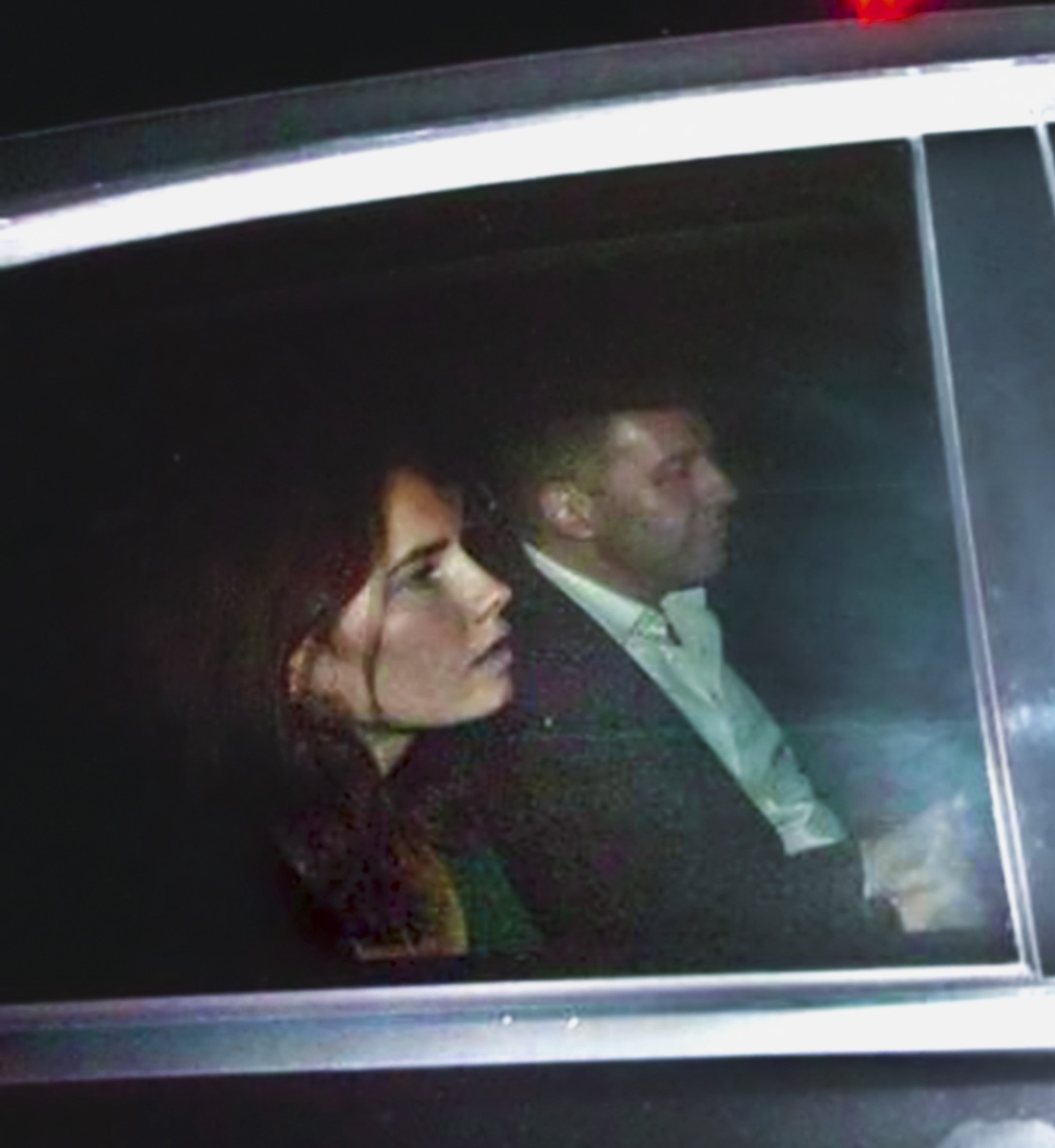
Amanda Knox verlaat de gevangenis in Perugia in een auto.

Het vonnis van een Corte d'Assise is geen definitieve veroordeling. Een Corte d'Assise d'Appello beoordeelt de zaak in wat in feite een nieuwe rechtszaak is. Het hoger beroep begon in november 2010 en werd overzien door de rechters Claudio Pratillo Hellmann en Massimo Zanetti. Een heranalyse van het dna-bewijs die was aangevraagd door de rechtbank wees op de vele basale fouten in het verzamelen en verwerken van het bewijs. Hieruit werd geconcludeerd dat er geen dna-sporen van Kercher op het veronderstelde moordwapen, dat in de keuken van Sollecito was gevonden, konden worden vastgesteld. De heranalyse vond daarnaast dat er dna-sporen van meerdere mannen waren gevonden op de beha-sluiting. De sluiting had 47 dagen op de grond gelegen, waardoor er een sterke verdenking was op contaminatie van het bewijs. Op 3 oktober 2011 werden Knox en Sollecito onschuldig bevonden.
In een officiële verklaring, zei Hellmann dat het forensische bewijs niet kon bevestigen dat Knox en Sollecito aanwezig waren geweest tijdens de moord. Hij benadrukte dat Knox' eerste telefoontjes de alarmbellen hadden doen rinkelen, waardoor de bewering van het OM dat ze de vondst van het lichaam probeerde te vertragen onhoudbaar werd bevonden. Het feit dat de verklaringen van Knox en Sollecito niet helemaal overeenkwamen, was geen bewijs dat ze een vals alibi hadden afgegeven. De getuigenis van Curatolo, die verslaafd was aan heroïne, werd afgewezen als met zichzelf in tegenspraak. Aangezien er geen bewijs was van contact tussen Knox of Sollecito en Guede, concludeerden de rechters dat er een "materiële non-existentie" van bewijs was om de eerdere vonnissen te ondersteunen en dat een samenzwering van Sollecito, Knox en Guede om de moord te plegen "zeer onwaarschijnlijk" was.
De veroordeling voor de valse beschuldiging bleef wel staan. Rechter Hellman legde hiervoor een 3-jarige gevangenisstraf op, maar dat was korter dan Knox al had uitgezeten. Ze werd gelijk vrijgelaten en keerde terug naar haar huis in Seattle.

### Revisie
Op 26 maart 2013 werden de vrijspraken van rechter Hellmann door het hoogste gerechtshof van Italië aan de kant gezet, omdat het Corte d'Assise d'Appello haar taken had voorbijgestreefd door geen nieuwe dna-tests aan te vragen en het indirecte bewijs niet mee te nemen. Een notitie die Knox maakte in het politiebureau (waarin Guede niet werd genoemd) werd door het Hooggerechtshof gezien als bevestiging dat zij en Guede aanwezig waren in Via della Pergola 7 toen Kercher werd aangevallen. Een revisie van de rechtszaak werd aangevraagd. Knox werd vertegenwoordigd, maar bleef in de Verenigde Staten.
Rechter Nencini zat de revisie voor en stond het OM een analyse van een eerder niet onderzocht stuk dna-bewijs dat werd gevonden op een keukenmes van Sollecito toe. Het OM veronderstelde dat dit het moordwapen was, gebaseerd op het rapport van de forensische politie waarin stond dat het dna van Kercher hierop aanwezig was. Dit was bij het hoger beroep echter al ontkracht. Er werd geen dna van Kercher gevonden. Op 30 januari 2014 werden Knox en Sollecito schuldig bevonden. In hun geschreven toelichtingen, benadrukten de rechters dat het snelle vonnis van Guede een juridisch referentiepunt was dat vaststelde dat hij niet alleen had gehandeld. In het rapport van Nencini stond dat de sporen van Knox wel moesten zijn uitgewist, terwijl de sporen van Guede achterbleven. Er stond ook in dat er geen sporen waren van een inbraak en dat de tekenen ervan in scène waren gezet. Er werd niet geschreven over de mogelijkheid dat Guede een inbraak in scène had gezet.

### Blijvende forensische controverse
Professor Peter Gill, een forensisch expert, zei publiekelijk dat de zaak tegen Knox en Sollecito onjuist was omdat zij een legitieme reden hadden voor het feit dat hun dna op het keukenmes van Sollecito, en in het appartement waar de moord werd gepleegd, aanwezig was. Volgens Gill, kon het dna-fragment van Sollecito op de beha-gesp daar terechtgekomen zijn omdat hij de deurknop aan had geraakt toen hij de deur probeerde te forceren, waardoor het dna later overgebracht kon worden naar de gesp in de slaapkamer via de latex handschoenen van de onderzoekers.

### Definitieve uitspraak
Op 27 maart 2015 werd het laatste beroep van Knox en Sollecito gehoord door het Hooggerechtshof. Nu werd besloten dat de zaak geen fundering had, waarna de twee definitief werden vrijgesproken van de moord. Haar veroordeling voor calunnia (laster) werd wel in stand gehouden. Het Hooggerechtshof bepaalde niet dat er niet genoeg bewijs was om een veroordeling te maken, maar bepaalde dat Knox en Sollecito onschuldig waren aan de moord. Op 7 september 2015 publiceerde het gerechtshof een rapport over de vrijspraak, waarin "ernstige fouten," "onderzoekende amnesie" en "verzuimen van onschuldigheid" werden geciteerd en waarin stond dat het vijftal rechters vond dat het OM, dat de originele zaak had gewonnen, er niet in was geslaagd een "volledige waarheid" weer te geven om het scenario te ondersteunen dat Knox en Sollecito Kercher hadden vermoord. Ze schreven ook dat er "sensationele fouten" waren geweest in het onderzoek en dat de lagere gerechtshoven schuldig waren aan kwalijke verzuimen door het negeren van de verklaringen door experts over de contaminatie van het forensisch bewijs.

## Persoonlijk leven
Na haar terugkeer naar de Verenigde Staten, maakte Knox haar opleiding af en schreef ze een boek over haar zaak. Ze werd veel lastiggevallen door paparazzi. Haar familie was in diepe schulden geraakt door de hoge kosten van de rechtszaken in Italië en zijn insolvent. De opbrengsten van Knox' boek Waiting to be heard: A memoir zijn betaald aan haar advocaten. In 2014 begon Knox als freelance-schrijver voor de lokale krant The West Seattle Herald. Knox wil zich inzetten voor andere onterecht beschuldigden. Rond 2016 ontmoette ze romanschrijver en dichter Christopher Robinson, met wie ze in 2021 een dochter kreeg.

## Media

### Documentaires/Films
- A Long Way From Home (10 april 2008), een documentaire van CBS.[137]
- Amanda Knox: Murder on Trial in Italy (21 februari 2011; ook bekend als The Amanda Knox Story), een Amerikaanse true crime-film die werd uitgezonden door Lifetime. Hayden Panettiere speelde hierin Amanda Knox.
- Murder Mystery: Amanda Knox Speaks (30 april 2013), een speciaal interview van ABC News; het eerste na Knox' vrijlating.[138]
- Amanda Knox (oktober 2016), een Netflix Original-documentaire.[139]